# 我和斯大林
《我和斯大林——斯大林情妇薇娜·达维多娃回忆录》（俄语：Исповедь любовницы Сталина），最初出版时名为《在克里姆林宫的高墙深院里》（За Кремлёвской стеной），是列昂纳德·亨德林（Леонард Гендлин）出版的一部著名小说，该书中称此是根据苏联女音乐家薇拉·亚历山德罗芙娜·达维多娃口述整理而成的一部自传体回忆录。达维多娃否认了此书系自己口述。而且根据达维多娃家属回忆，此书属虚构。作者列昂纳德·亨德林并无证据证明此书系达维多娃口述。此书中描述的内容是否为达维多娃的真实回忆引起争论和反驳。广泛地认为此书为虚构的艺术小说，没有历史真实性。女音乐家的亲属也认为内容系“伪造”。

## 内容
此书的中心内容讲的是薇拉·达维多娃为约瑟夫·斯大林的情妇长达19年，通过回忆讲述苏联的历史事件和历史人物，其中包括亨里希·雅戈达、尼古拉·叶若夫、拉夫连季·贝利亚、安德烈·日丹诺夫、拉扎尔·卡冈诺维奇、谢苗·布琼尼、克利缅特·伏罗希洛夫、列夫·梅利斯、阿纳斯塔斯·米高扬等中央委员会委员。故事在斯大林死后终止。
1934年，斯大林对她展开追求，她成为斯大林的情妇。随后，她被调到莫斯科大剧院工作。她也和多位苏联高层领导人保持亲密的关系，但她唯一爱的是图哈切夫斯基元帅。
斯大林死后不久，她就被逮捕入狱。五个星期后，她获得释放，并被逐出莫斯科。她与丈夫一起离开了莫斯科，来到格鲁吉亚的第比利斯，成为第比利斯国立音乐学校的音乐教师。在1956年召开的苏联共产党第二十次代表大会上，时任苏共中央第一书记的赫鲁晓夫要求达维多娃露面批判斯大林，但被她拒绝了。

## 出版
此书最早于1983年在伦敦出版。1991年，在莫斯科出版缩减版。完整版于1993年至1998年在明斯克出版。苏黎、云海、刘漓将其翻译为中文，于1989年1月在中国大陆的宝文堂书店出版。